# Мембрана Бруха
Мембрана Бруха — самый внутренний слой сосудистой оболочки глаза, является пограничной мембраной между хориоидеей и пигментной частью сетчатки. Ещё носит название стекловидной пластинки, поскольку на вид мембрана прозрачная. Толщина 2—4 мкм.
Её основными задачами являются: антагонизм цилиарной мышцы при аккомодации и посредничество при поставке питательных веществ и жидкости пигментному эпителию сетчатки и сосудистым слоям сосудистой оболочки.
Названа в честь Карла Вильгельма Бруха (родился 1 мая 1819 года в Майнце — умер 4 января 1884 в Хеппенхайме).

## Строение
Мембрана Бруха имеет пять слоев (снаружи внутрь):
- Базальная мембрана эндотелиальных клеток хориокапиллярного слоя сосудистой оболочки
- Внешний коллагеновый слой
- Центральный слой из эластичных волокон
- Внутренний коллагеновый слой
- Базальная мембрана пигментного эпителия сетчатки

## Патология
С возрастом мембрана Бруха меняется. Происходит изменение белкового состава и утолщение мембраны. Это приводит к замедленному обмену веществ. Кроме того, в пограничной мембране возникают слои пигментного эпителия. Эти изменения, вероятно, имеют отношение к возрастным заболеваниям сетчатки.